# Патрік Верворт
Патрік Верворт (нід. Patrick Vervoort, нар. 17 січня 1965, Берсе) — бельгійський футболіст, що грав на позиції захисника, півзахисника.
Виступав, зокрема, за «Андерлехт», «Бордо» та «Стандард» (Льєж), а також національну збірну Бельгії, з якою був учасником двох чемпіонатів світу.

## Клубна кар'єра
Народився 17 січня 1965 року в місті Беерсе. Вихованець футбольної школи клубу «Беєрсхот». Дорослу футбольну кар'єру розпочав 1982 року в основній команді того ж клубу, в якій провів п'ять сезонів, взявши участь у 143 матчах чемпіонату. Більшість часу, проведеного у складі «Беєрсхота», був основним гравцем команди.
Своєю грою за цю команду привернув увагу представників тренерського штабу клубу «Андерлехт», до складу якого приєднався 1987 року. Відіграв за команду з Андерлехта наступні три сезони своєї ігрової кар'єри. Граючи у складі «Андерлехта» також здебільшого виходив на поле в основному складі команди і в першому ж сезоні допоміг команді виграти Кубок і Суперкубок Бельгії. Через рік Верворт вдруге став володарем національного кубка, а 1990 року став з командою фіналістом Кубка володарів кубків.
У 1990 році Патрік перейшов у французький «Бордо», де провів один сезон, після чого «жирондинців» через фінансові проблеми виключили з вищого дивізіону і Верворт перейшов у італійське «Асколі». Але і ця команда після закінчення першого сезону вилетіла з еліти.
1992 року уклав контракт з клубом «Стандард» (Льєж), у складі якого провів наступні три роки своєї кар'єри гравця. У 1993 році він допоміг команді стати віце-чемпіоном Бельгії і виграти Кубок країни.
У 1995-1996 роках Патрік за голландський «Валвейк», а потім переїхав до Португалії, де виступав за «Віторію» (Гімарайнш). У 1997 році повернувся до Франції і грав там у Лізі 2 за «Тулон». 
Завершив ігрову кар'єру у команді третього бельгійського дивізіону «Схотен», за яку виступав протягом 1998—1999 років.

## Виступи за збірну
23 квітня 1986 року дебютував в офіційних матчах у складі національної збірної Бельгії в товариській грі проти Болгарії (2:0), а вже влітку поїхав з командою на чемпіонат світу 1986 року у Мексиці. На турнірі Верворт залишався на лаві запасних у перших двох іграх групового етапу, але починаючи з третьої гри проти Парагваю (2:2) став основним гравцем, зігравши в усіх наступних матчах і посів зі збірною 4 місце на турнірі.
Зав чотири роки у складі збірної був учасником наступного чемпіонату світу 1990 року в Італії. На цьому турнірі Верворт зіграв у трьох матчах і у поєдинку групового етапу проти Іспанії (1:2) забив гол.
Загалом протягом кар'єри у національній команді, яка тривала 6 років, провів у її формі 32 матчі, забивши 3 голи.

## Статистика виступів

### Статистика виступів за збірну
| Дата       | Місто           | Господарі  | Результат               | Гості     | Турнір                       | Голи | Примітки |
| ---------- | --------------- | ---------- | ----------------------- | --------- | ---------------------------- | ---- | -------- |
| 23-4-1986  | Брюссель        | Бельгія    | 2 – 0                   | Болгарія  | товариський матч             | -    |          |
| 19-5-1986  | Брюссель        | Бельгія    | 1 – 3                   | Югославія | товариський матч             | -    | 46'      |
| 11-6-1986  | Толука-де-Лердо | Бельгія    | 2 – 2                   | Парагвай  | ЧС 1986 - 1-й етап           | -    |          |
| 15-6-1986  | Леон            | Бельгія    | 4 – 3 д.ч.              | СРСР      | ЧС 1986 - 1/8 фіналу         | -    |          |
| 22-6-1986  | Пуебла          | Бельгія    | 1 – 1 д.ч. (5 – 4 п.п.) | Іспанія   | ЧС 1986 - чвертьфінал        | -    |          |
| 25-6-1986  | Мехіко          | Аргентина  | 2 – 0                   | Бельгія   | ЧС 1986 - півфінал           | -    |          |
| 28-6-1986  | Пуебла          | Бельгія    | 2 – 4                   | Франція   | ЧС 1986 - матч за 3-тє місце | -    |          |
| 10-9-1986  | Брюссель        | Бельгія    | 2 – 2                   | Ірландія  | Відбір до ЧЄ 1988            | -    |          |
| 14-10-1986 | Люксембург      | Люксембург | 0 – 6                   | Бельгія   | Відбір до ЧЄ 1988            | -    |          |
| 19-11-1986 | Брюссель        | Бельгія    | 1 – 1                   | Болгарія  | Відбір до ЧЄ 1988            | -    |          |
| 4-2-1987   | Брага           | Португалія | 1 – 0                   | Бельгія   | товариський матч             | -    |          |
| 1-4-1987   | Андерлехт       | Бельгія    | 4 – 1                   | Шотландія | Відбір до ЧЄ 1988            | -    |          |
| 29-4-1987  | Дублін          | Ірландія   | 0 – 0                   | Бельгія   | Відбір до ЧЄ 1988            | -    |          |
| 9-9-1987   | Роттердам       | Нідерланди | 0 – 0                   | Бельгія   | товариський матч             | -    |          |
| 23-9-1987  | Софія (місто)   | Болгарія   | 2 – 0                   | Бельгія   | Відбір до ЧЄ 1988            | -    | ЖК       |
| 14-10-1987 | Глазго          | Шотландія  | 2 – 0                   | Бельгія   | Відбір до ЧЄ 1988            | -    |          |
| 26-3-1988  | Брюссель        | Бельгія    | 3 – 0                   | Угорщина  | товариський матч             | -    |          |
| 5-6-1988   | Оденсе          | Данія      | 3 – 1                   | Бельгія   | товариський матч             | -    |          |
| 12-10-1988 | Антверпен       | Бельгія    | 1 – 2                   | Бразилія  | товариський матч             | -    |          |
| 19-10-1988 | Брюссель        | Бельгія    | 1 – 0                   | Швейцарія | Відбір до ЧС 1990            | 1    | 60'      |
| 27-5-1989  | Брюссель        | Бельгія    | 1 – 0                   | Югославія | товариський матч             | -    |          |
| 1-6-1989   | Люксембург      | Люксембург | 0 – 5                   | Бельгія   | Відбір до ЧС 1990            | 1    |          |
| 8-6-1989   | Оттава          | Канада     | 0 – 2                   | Бельгія   | товариський матч             | -    |          |
| 11-10-1989 | Базель          | Швейцарія  | 2 – 2                   | Бельгія   | Відбір до ЧС 1990            | -    |          |
| 17-1-1990  | Марусі          | Греція     | 2 – 0                   | Бельгія   | товариський матч             | -    | 68'      |
| 21-2-1990  | Брюссель        | Бельгія    | 0 – 0                   | Швеція    | товариський матч             | -    | 74'      |
| 26-5-1990  | Брюссель        | Бельгія    | 2 – 2                   | Румунія   | товариський матч             | -    | 67'      |
| 17-6-1990  | Верона          | Бельгія    | 3 – 1                   | Уругвай   | ЧС 1990 - 1-й етап           | -    | 68'      |
| 21-6-1990  | Верона          | Бельгія    | 1 – 2                   | Іспанія   | ЧС 1990 - 1-й етап           | 1    |          |
| 26-6-1990  | Болонья         | Бельгія    | 0 – 1 д.ч.              | Англія    | ЧС 1990 - 1/8 фіналу         | -    | 107'     |
| 1-5-1991   | Ганновер        | Німеччина  | 1 – 0                   | Бельгія   | Відбір до ЧЄ 1992            | -    |          |
| 11-9-1991  | Люксембург      | Люксембург | 0 – 2                   | Бельгія   | Відбір до ЧЄ 1992            | -    |          |
| Усього     |                 | Матчів     | 32                      |           | Голів                        | 3    |          |

## Титули і досягнення
- Володар Кубка Бельгії (3):

«Андерлехт»: 1987/88, 1988/89
«Стандард» (Льєж): 1992/93
- Володар Суперкубка Бельгії (1):

«Андерлехт»: 1987